# Nicolás (serie animada)
Nicolás fue una serie animada de televisión producida por BRB Internacional en colaboración con la ONCE y la cadena pública TVE. Se estrenó en el espacio juvenil "TPH Club" que presentaba Paloma Lago. Su horario fue los fines de semana (Sábados y Domingos a las 9:30). Se creó con el objetivo de crear conciencia a los niños sobre la integración de personas discapacitadas por ello también se ofrecía subtitulada a través del Audesc (audiodescripción), un sistema de narración que ocupa el espacio libre de diálogos para explicar lo que está sucediendo así situar al que no puede verlo.

## Sinopsis
La serie gira en torno a la vida de Nicolás, un chico ciego de 12 años; cuanta de forma desenfadada las dificultades que puede tener un niño invidente. El propio protagonista de presenta de la siguiente manera: "Soy cinturón negro de judo, le preparo el desayuno a mi hermana pequeña muchas mañanas, navego por Internet… "y todavía hay gente que piensa que soy un inútil!"

## Personajes/voz
| Personaje                  | Voz España              | Actor de doblaje México                  |
| Nicolás                    | Adolfo Moreno           | Alan Fernando Velázquez                  |
| Paty                       | Sandra Jara             | Ana Lobo                                 |
| Tom (perro-guía)           | Juan D'ors              | Carlos del Campo                         |
| Óscar                      | Juan Logar JR.          | Moisés Iván Mora                         |
| Flappy                     | Chelo Vivares           |                                          |
| Aisha                      | Yolanda Mateos          | Liliana Barba                            |
| Charlie                    | Alicia Sainz de la Maza | Eduardo Garza                            |
| Bea (Herma de Nico)        | Beatriz Berciano        | Isabel Martiñón (un diálogo como adulta) |
| Gina                       | Beatriz Berciano        |                                          |
| Boris, el camaleón         | Juan Fernández Mejías   |                                          |
| Maestra Victoria           | Mercedes Cepeda         |                                          |
| Stephanie (Madre de Patty) | Mercedes Cepeda         |                                          |
| Leo (Padre de Patty)       | Chema Lara              | Víctor Delgado                           |
| Chef Püré                  | Javier Franquelo        | César Árias                              |
| Caifás                     | Javier Franquelo        |                                          |
| Willy (Padre de Nico)      | Juan Antonio Arroyo     |                                          |
| Sara (Madre de Nico)       | Amparo Valencia         |                                          |
| Kiko                       | Gemma Martín            |                                          |
| Herman                     | Manuel Bellido          | Armando Réndiz                           |